# Bryan Shelton
Pour les articles homonymes, voir Shelton.
Bryan Shelton, né le 22 décembre 1965 à Huntsville (Alabama), est un joueur et entraîneur de tennis américain.
Professionnel de 1989 à 1997, il a remporté deux titres en simple et deux en double sur le circuit ATP. Il a atteint trois autres finales, dont une en double mixte à Roland-Garros en 1992 avec Lori McNeil. Il a également remporté quatre tournois Challenger en simple et quatre autres en double.
Son fils, Ben Shelton, est également joueur de tennis professionnel. Il l'a entraîné sur le circuit universitaire au sein de l'équipe des Florida Gators.

## Biographie

### Sportif universitaire
Bryan Shelton obtient une bourse sportive pour étudier au Georgia Institute of Technology à Atlanta, où il fait partie de l'équipe universitaire de tennis des Yellow Jackets de 1985 à 1988. Il est champion de la Atlantic Coast Conference en simple en 1985 et en double en 1986 avec Richy Gilbert.
Il obtient en 1989 un Bachelor of Science en génie industriel.

### Carrière de joueur professionnel de tennis
Bryan Shelton commence sa carrière professionnelle en 1989. En juin, il se qualifie pour le tournoi de Wimbledon, où il perd ensuite au premier tour contre Boris Becker. En août, il atteint les demi-finales à New Haven (qui n'est alors qu'un tournoi exhibition) puis au Challenger de Winnetka, s'inclinant dans les deux cas contre son compatriote Todd Martin. Se qualifiant à nouveau pour l'US Open, il y remporte son premier tour contre Jérôme Potier avant de s'incliner en 4 sets contre Jimmy Connors. En novembre, il remporte son premier tournoi Challenger à Munich en battant Gianluca Pozzi en finale. Il termine sa première saison à la 164e place mondiale.
En 1990, il atteint les huitièmes de finale au tournoi de Miami en battant notamment Alberto Mancini, alors 14e mondial. Il remporte ensuite un deuxième titre en Challenger à Tampa, contre Broderick Dyke en finale. Puis il passe deux tours à Wimbledon : il bat Thomas Högstedt (90e mondial) et Sergi Bruguera (43e) avant de perdre en 4 sets contre le no 1 Ivan Lendl. Il atteint ensuite les quarts du tournoi de New Haven (cette fois devenu un tournoi ATP) où il bat notamment David Wheaton, 49e. Cette année-là, il entre pour la première fois dans le top 100 mondial en août, à la 97e place, et termine la saison au 123e rang. Il atteint aussi cette année-là sa première finale ATP en double à Newport aux côtés de Todd Nelson.
En 1991, il joue son premier Open d'Australie, qui est son premier tournoi du Grand Chelem sans passer par les qualifications. Il passe un tour face à Paolo Canè puis s'incline contre Mark Woodforde. En juillet, alors qu'il est redescendu à la 147e place mondiale, il remporte son premier titre en simple sur le circuit ATP à Newport, en s'imposant contre Javier Frana en finale. Il atteint ensuite la finale du Challenger d'Aptos mais s'incline contre Chuck Adams. À l'US Open, il perd au premier tour en 4 sets contre Stefan Edberg, no 2 mondial et futur vainqueur du tournoi. Il enchaîne ensuite trois demi-finales, au tournoi de Brasilia, au Challenger de Jérusalem et au tournoi de Tel-Aviv (où il écarte notamment Lars Jonsson, 67e), puis il remporte le Challenger du Caire (disposant de Jacco Eltingh en finale). Il atteint alors la 68e place mondiale.
Il commence l'année 1992 avec une demi-finale au tournoi d'Adélaïde, avec notamment une victoire contre le 35e mondial Thomas Muster. Cette performance lui permet d'améliorer son meilleur classement en montant à la 57e place mondiale. En revanche, il s'incline dès le premier tour l'Open d'Australie face à Gianluca Pozzi. Il atteint le meilleur classement de sa carrière le 23 mars avec une 55e place. Il accumule toutefois les défaites prématurées jusqu'au tournoi de Wimbledon, où il atteint le troisième tour, s'inclinant à ce niveau contre Boris Becker, alors 5e mondial. Il enchaîne alors à Newport où il doit défendre se titre, ce qu'il parvient à faire, remportant ainsi son deuxième titre ATP. Le reste de l'année se résume pourtant à de nouvelles défaites dans les deux premiers tours et il finit l'année au 100e rang du classement ATP. Cette même année, il atteint aussi sa seule finale en Grand Chelem, en double mixte à Roland-Garros, aux côtés de sa compatriote Lori McNeil. Non têtes de série, ils éliminent plusieurs paires favorites : Jana Novotná et John Fitzgerald (têtes de série no 1) au deuxième tour, Patty Fendick et Steve DeVries (no 10) au troisième tour, Jill Hetherington et Glenn Michibata (no 7) en quart-de-finale Manon Bollegraf et Tom Nijssen (no 6) en demi-finale. En finale, ils s'inclinent contre la paire no 2, Arantxa Sánchez et Todd Woodbridge.
La saison 1993 commence comme la précédente s'est achevée, avec une succession de défaites dans les deux premiers tours. Il franchit un tour supplémentaire en mars au tournoi de Miami, avec des victoires contre le 69e Derrick Rostagno et le 35e Francisco Clavet. Ses résultats s'améliorent alors et il atteint la finale à Atlanta, où il s'incline pour le titre face à Jacco Eltingh après avoir notamment écarté Jeff Tarango, 69e mondial. Il enchaîne avec une demi-finale au tournoi de Tampa Bay, battant sur son passage trois joueurs mieux classés que lui : Horst Skoff (64e), Derrick Rostagno (59e) et Wally Masur (24e). Ses résultats sont moins probants pour la suite de la saison et il perd notamment dès le premier tour au tournoi de Newport dont il est le double tenant du titre. Il termine l'année à la 97e place mondiale.
En 1994, à quelques exceptions près, il s'incline majoritairement dans les deux premiers tours sur le circuit ATP. Il réalise pourtant le meilleur parcours en Grand Chelem de sa carrière lors du tournoi de Wimbledon où il atteint les huitièmes de finale : alors 120e mondial, il bat le no 2 mondial Michael Stich au premier tour puis écarte Karim Alami (100e) et Jason Stoltenberg (44e), avant de perdre contre une autre surprise du tournoi, Christian Bergstrom (112e). En novembre, il termine sa saison positivement avec son quatrième titre en Challenger, à Guadalajara (Mexique), où il s'impose contre Sjeng Schalken en finale, ce qui lui permet de terminer l'année au 85e rang mondial. En outre, il remporte cette année-là son premier titre ATP en double, en février, au tournoi de Mexico, aux côtés de son compatriote Francisco Montana, en battant les frères Luke et Murphy Jensen en finale. À l'issue de cette victoire, il obtient le meilleur classement de double de sa carrière avec une 52e place.
La saison 1995 commence avec trois défaites au premier tour puis il passe deux tours au tournoi de la côte Pacifique à San José, en battant notamment Arnaud Boetsch (51e). Ensuite, il ne gagne pas plus d'un match par tournoi jusqu'à la fin de l'année sauf au tournoi des Bermudes en avril, où il atteint les demi-finales. Il recule à la 150e place mondiale en fin d'année.
L'année 1996 est irrégulière. Entre les défaites prématurées, il obtient quelques résultats en Challenger ainsi qu'au tournoi ATP d'Atlanta où atteint les quarts en battant notamment Chris Woodruff, 81e, soit l'adversaire le mieux classé qu'il bat durant cette saison. Sa chute se poursuit au classement : il descend jusqu'à la 237e place mondiale en avril et se retrouve au 190e rang en fin d'année.
Il commence bien l'année 1997, puisqu'il remporte son deuxième et dernier titre ATP, en double, lors du tournoi d'Adélaïde. La paire qu'il forme avec Patrick Rafter s'impose contre les no 1 mondiaux Mark Woodforde et Todd Woodbridge en finale, après avoir écarté les no 3 et 4, Grant Connell et Byron Black, en demi-finale. En juillet 1997, il atteint sa dernière finale professionnelle au tournoi Challenger de Lexington (Kentucky), en double aux côtés de David Dilucia.
En simple, il ne passe jamais le deuxième tour lors de cette saison et sa dernière performance importante est une victoire contre le 25e mondial, MaliVai Washington, au premier tour du tournoi de l'Arizona à Scottsdale.
Il prend sa retraite sportive en août 1997. Il joue ainsi son dernier match en simple au tournoi de Binghamton contre Brian MacPhie, puis son dernier en double avec Karsten Braasch au premier tour l'US Open contre Nicolás Lapentti et Paul Kilderry.

### Reconversion comme entraîneur de tennis
Bryan Shelton devient ensuite entraîneur. Il s'occupe d'abord de l'équipe féminine de tennis des Yellow Jackets du Georgia Institute of Technology puis de l'équipe masculine de tennis des Florida Gators. Il y prend en charge son propre fils, Ben Shelton.

## Palmarès

### Titres en simple messieurs
| No | Date       | Nom et lieu du tournoi                               | Catégorie    | Dotation  | Surface      | Finaliste       | Score         |  |
| -- | ---------- | ---------------------------------------------------- | ------------ | --------- | ------------ | --------------- | ------------- |  |
| 1  | 08-07-1991 | Miller Lite Hall of Fame Championships, Newport (RI) | World Series | 150 000 $ | Gazon (ext.) | Javier Frana    | 3-6, 6-4, 6-4 |  |
| 2  | 06-07-1992 | Miller Lite Hall of Fame Championships, Newport (RI) | World Series | 175 000 $ | Gazon (ext.) | Alex Antonitsch | 6-4, 6-4      |  |

### Finale en simple messieurs
| No | Date       | Nom et lieu du tournoi         | Catégorie    | Dotation  | Surface      | Vainqueur     | Score     |  |
| -- | ---------- | ------------------------------ | ------------ | --------- | ------------ | ------------- | --------- |  |
| 1  | 26-04-1993 | AT&T Tennis Challenge, Atlanta | World Series | 275 000 $ | Terre (ext.) | Jacco Eltingh | 7-61, 6-2 |  |

### Titres en double messieurs
| No | Date       | Nom et lieu du tournoi                            | Catégorie    | Dotation  | Surface      | Partenaire        | Finalistes                     | Score         |  |
| -- | ---------- | ------------------------------------------------- | ------------ | --------- | ------------ | ----------------- | ------------------------------ | ------------- |  |
| 1  | 21-02-1994 | Abierto Mexicano Telcel Mexico                    | World Series | 300 000 $ | Terre (ext.) | Francisco Montana | Luke Jensen Murphy Jensen      | 6-3, 6-4      |  |
| 2  | 30-12-1996 | Australian Men's Hardcourt Championships Adélaïde | World Series | 303 000 $ | Dur (ext.)   | Patrick Rafter    | Mark Woodforde Todd Woodbridge | 6-4, 1-6, 6-3 |  |

### Finale en double messieurs
| No | Date       | Nom et lieu du tournoi                               | Catégorie    | Dotation  | Surface      | Vainqueurs                   | Partenaire  | Score    |  |
| -- | ---------- | ---------------------------------------------------- | ------------ | --------- | ------------ | ---------------------------- | ----------- | -------- |  |
| 1  | 09-07-1990 | Volvo Hall of Fame Tennis Championships Newport (RI) | World Series | 150 000 $ | Gazon (ext.) | Darren Cahill Mark Kratzmann | Todd Nelson | 7-6, 6-2 |  |

### Finale en double mixte
| No | Date       | Nom et lieu du tournoi | Catégorie | Dotation    | Surface      | Vainqueurs                      | Partenaire  | Score    |          |
| -- | ---------- | ---------------------- | --------- | ----------- | ------------ | ------------------------------- | ----------- | -------- | -------- |
| 1  | 25-05-1992 | Roland-Garros Paris    | G. Chelem | 3 277 836 $ | Terre (ext.) | Arantxa Sánchez Todd Woodbridge | Lori McNeil | 6-2, 6-3 | Parcours |